# Ronald McNeill, 1:e baron Cushendun
John Ronald McNeill, 1:e baron Cushendun, född 30 april 1861, död 12 oktober 1934, var en brittisk journalist och politiker.

## Biografi
McNeill var utgivare av Saint James's Gazette 1900–1904 och biträdande utgivare av Encyclopædia Britannica 1906–1911. Åren 1911–1927 var McNeill medlem av underhuset som konservativ unionist, och var länge en av Edward Henry Carsons diehards. Han var parlamentarisk understatssekreterare för utrikesärenden 1922–1924 och 1924–1925, finanssekreterare 1925–1927. År 1927 fick McNeill säte i överhuset som baron Cushendun, av Cushendun i grevskapet Antrim, och han blev medlem av Kronrådet samma år. Åren 1927–1929 var han även regeringsmedlem i Stanley Baldwins ministär som kansler för hertigdömet Lancaster och vikarierade hösten 1928 för Austen Chamberlain som utrikesminister. Han undertecknade som sådan Briand-Kelloggpakten. McNeill representerade även vid ett flertal tillfällen Storbritannien som representant i Nationernas förbund och var en framstående politisk författare och journalist.